# Mathieu Auguste Geffroy
Mathieu Auguste Geffroy, född den 21 april 1820 i Paris, död den 16 augusti 1895 i Bièvre (departementet Seine-et-Oise), var en fransk historiker.
Han blev professor i Bordeaux 1852, maître de conférences vid École normale, Paris, 1859, samt professor vid Sorbonne 1864. År 1875 blev Geffroy kallad att organisera en anstalt för vetenskaplig forskning i Rom, École française de Rome, vars chef han var 1875–1883 och 1888–1895.
Av Geffroys många betydelsefulla arbeten behandlar de flesta ämnen ur Skandinaviens historia, med vilken han var grundligt förtrogen. För samlingsverket Historie universelle, utgivet av Victor Duruy, författade han Histoire des états scandinaves (1851). År 1853 utgav han en samling tidigare okända brev från Karl XII till Ulrika Eleonora den yngre, av Geffroy anträffade i Lübecks gymnasiebibliotek. År 1854 vistades han i Sverige och Danmark för arkivstudier och utgav följande år Notice et extraits des manuscrits concernant l'historie ou la littératur de la France qui sont conservés dans les bibliothèques ou archives de Suède, Danemark et Norvège, samt senare Gustave III et la cour de France (1867), varav utdrag publicerats i Revue des deux Mondes 1864–1865 och utkommit i svensk översättning, Gustaf III och franska hofvet (översättning Victor Pfeiff, 1864–1865). Värdefullast av Geffroys arbeten i nordisk historia är den samling av instruktioner för franska diplomater i Sverige och Danmark, varmed han bidrog till det viktiga källverket Recueil des instructions données qux ambassadeurs et ministres de France (respektive 1885 och 1895). En varm anhängare av skandinavismen, offentliggjorde han i Revue des deux Mondes under 1850–1870-talen talrika uppsatser om nordiska förhållanden.